# Laurent-Perrier

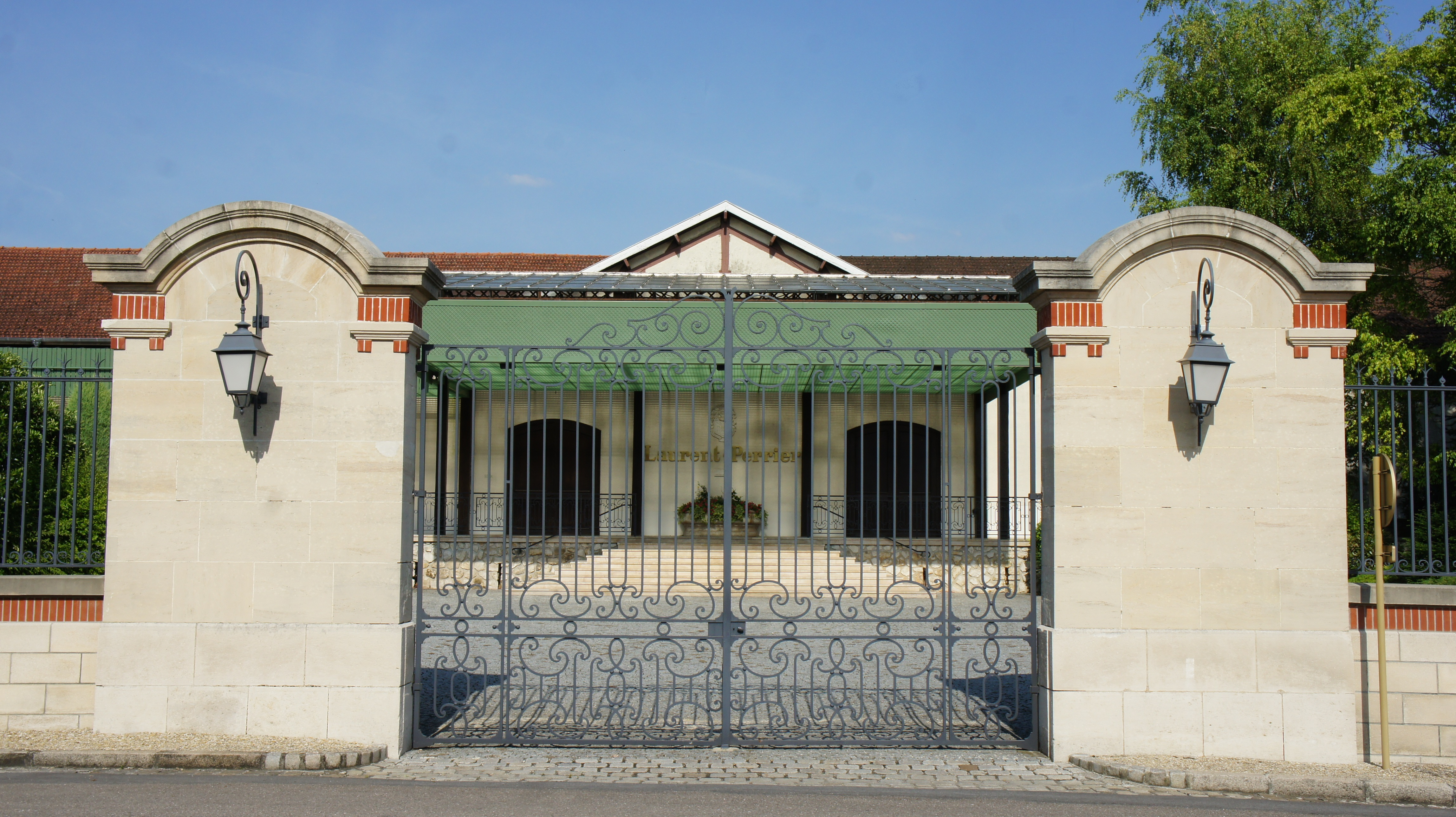
Gebouw Laurent Perrier

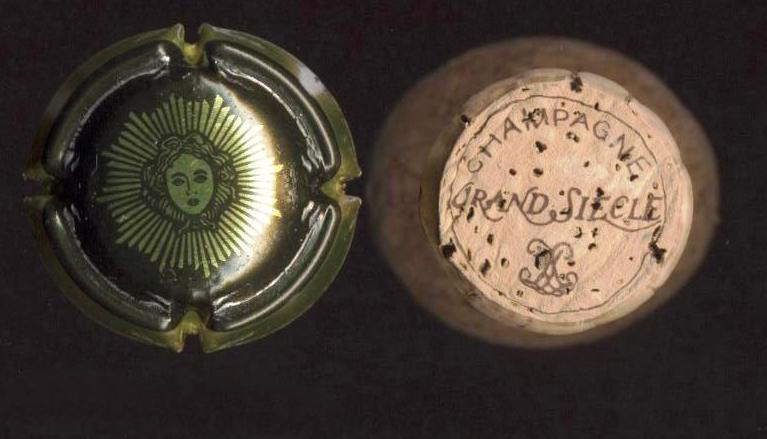
Kurk van Laurent-Perrier cuvée Grand Siècle

Laurent-Perrier is een bekend champagnehuis uit Tours-sur-Marne. Het champagnehuis werd opgericht in 1812.  Laurent-Perrier is een onafhankelijk familiebedrijf en een van de grootste champagnehuizen ter wereld, gevestigd in Tours-sur-Marne, Frankrijk. Het huis staat bekend om zijn innovatieve benadering en een kenmerkende stijl die wordt gekenmerkt door frisheid, elegantie en zuiverheid.

## Geschiedenis
Het champagnehuis Laurent-Perrier is gesticht in 1812 en maakt al tweehonderd jaar een hooggewaardeerde champagne.
In 1812 vestigde Alphonse Pierlot uit Chigny-les-Roses zich in Tours-sur-Marne op de uitgestrekte wijngaarden genaamd Plaisances en La Tour Glorieux. Hij begon de eerste champagnes van het champagnehuis te produceren.
In 1881 nam de keldermeester van Alphonse Pierlot, Eugène Laurent, het bedrijf over. Eugène en zijn vrouw, Mathilde-Emilie Perrier leidden samen het champagnehuis. Na de dood van Eugène in 1887 nam zijn weduwe Mathilde de leiding in handen en zij gaf het champagnehuis een nieuwe naam: Veuve Laurent-Perrier & Cie. In Champagne zijn er meer champagnehuizen geleid door en vernoemd naar weduwen. In 1914 produceerde het champagnehuis onder leiding van Mathilde Laurent het recordbrekende aantal van 50.000 kisten champagne.

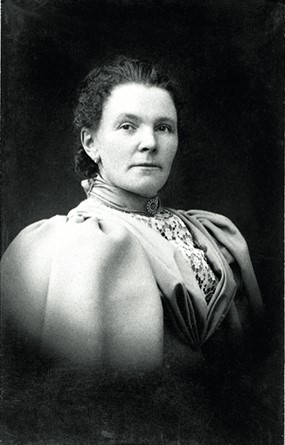
Mathilde-Emilie Laurent-Perrier (1852-1925)

Tijdens de Eerste Wereldoorlog lag het champagnehuis in de vuurlinie. Mathilde nam na de oorlog de Brit Alexander Fletcher Keith Mackenzie aan om Laurent-Perriers markt te verbreden en om de champagne ook in Engeland te introduceren.
Eugénie Hortense Laurent erfde nadat Mathilde overleed in 1925 het huis Laurent-Perrier. Eugenie was teleurgesteld over de lage verkopen na de Eerste Wereldoorlog en in de crisisjaren vlak voor de Tweede Wereldoorlog en zij verkocht het bedrijf aan Marie-Louise de Nonancourt geboren Lanson.
Ook de nieuwe eigenares van het champagnehuis werd geconfronteerd met de moeilijke economische omstandigheden en zij zocht naar een toekomst voor zichzelf en haar drie zoons. Haar broers Victor en Henri Lanson waren champagneproducenten en Marie-Louise besloot al haar spaargeld in Laurent-Perrier te investeren. Een opmerkelijke keuze omdat het champagnehuis op dat moment bijna failliet ging.
Tijdens de Tweede Wereldoorlog moest Marie-Louise de honderdduizend champagneflessen in de kelders van het huis zelfs achter een muur verstoppen. Haar zonen Maurice en Bernard vochten als soldaten mee in de oorlog. Maurice, de oudste zoon die Laurent-Perrier na de oorlog zou overnemen, werd door de Duitse bezetter gevangengenomen en overleed in het concentratiekamp Oranienburg . Desondanks overleefde het bedrijf de Tweede Wereldoorlog.
Marie-Louises tweede zoon, Bernard, nam uiteindelijk het bedrijf over. Gemotiveerd door zijn liefde voor champagne en het respect voor zijn medewerkers, spendeerde Bernard al zijn tijd aan het opbouwen van het champagnehuis met de slogan dat je "met kwaliteitswijn en -mensen niet kan falen". Met het kleine team maakte hij Laurent-Perrier weer een van de marktleiders in de champagnemarkt en hier begon de weg van het bedrijf naar het einddoel: het grootste familiebedrijf in de champagnemarkt zijn.
In 1950 was Laurent-Perrier een van de eerste champagnehuizen die tijdens productie van champagne roestvrijstalen tanks ging gebruiken.
In 1957 introduceerde Laurent-Perrier de allereerste cuvée de prestige. Het was een assemblage van bovengemiddeld goede wijnjaren van de champagne en kreeg de naam Laurent-Perrier Grand Siècle. In 1968 introduceerde het champagnehuis de Cuvée Rosé Brut, uitsluitend gemaakt van pinot noir. Het huis had de arbeidsintensieve méthode saignée toegepast met als resultaat een complexe en zalmroze champagne.
In 1975 werd Alain Terrier de nieuwe keldermeester van Laurent-Perrier en daarmee werd hij de man achter de creatie van Laurent-Perriers champagne. Hij zorgde voor de innovatie van het champagnehuis, zonder tegen de gewoontes en tradities van de regio in te gaan.
In 1980 was Laurent-Perrier het eerste champagnehuis dat het concept extra-brut opnieuw op de markt bracht. Deze zeer droge champagne kreeg de naam "Laurent-Perrier Ultra Brut".

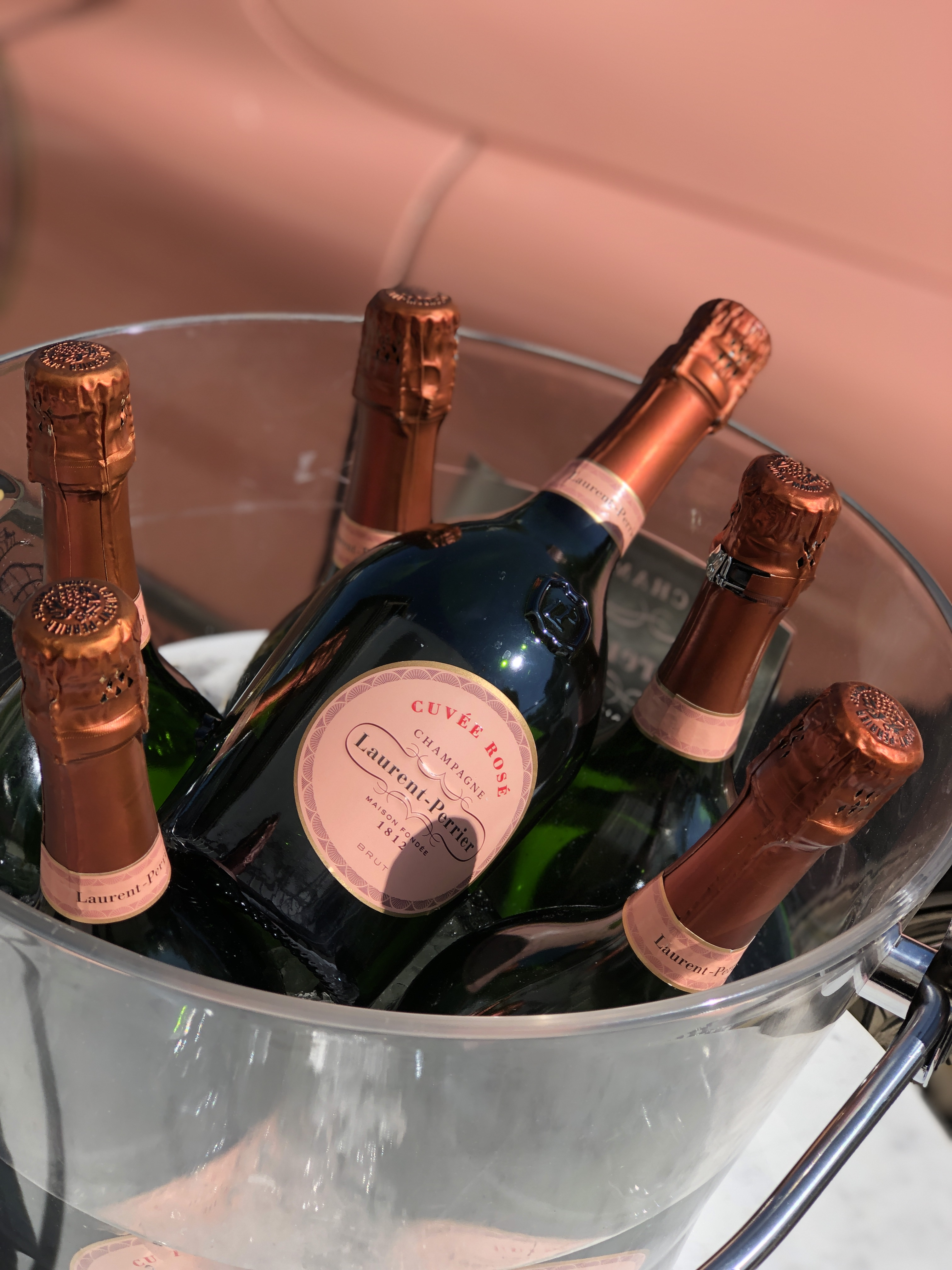
Cuvée Rosé

In 1987 creëerde Bernard de Nonancourt als huwelijkscadeau voor zijn dochter Alexandra een rosé-millésime gemaakt van enkel pinot noir uit een familiereserve. Deze wijn werd de Grand Siècle Alexandra Rosé 1982 genoemd. De roséchampagne-millésime werd een must-have voor kenners en vanwege de grote vraag naar de champagne ging Laurent-Perrier door met deze gelimiteerde productie. De recentste limited edition van deze cuvée was de Alexandra Rosé 1997.
Door de jaren heen is Laurent-Perrier een van de bekendste champagnehuizen geworden, ondanks dat het op het randje van een faillissement heeft gestaan en twee oorlogen heeft moeten doormaken. Het bedrijf bleef in handen van Bernard de Nonancourt (1920-2010) en nadien van zijn dochters Alexandra Pereyre-de Nonancourt en Stéphanie Meneux-de Nonancourt.